# 正木直太郎

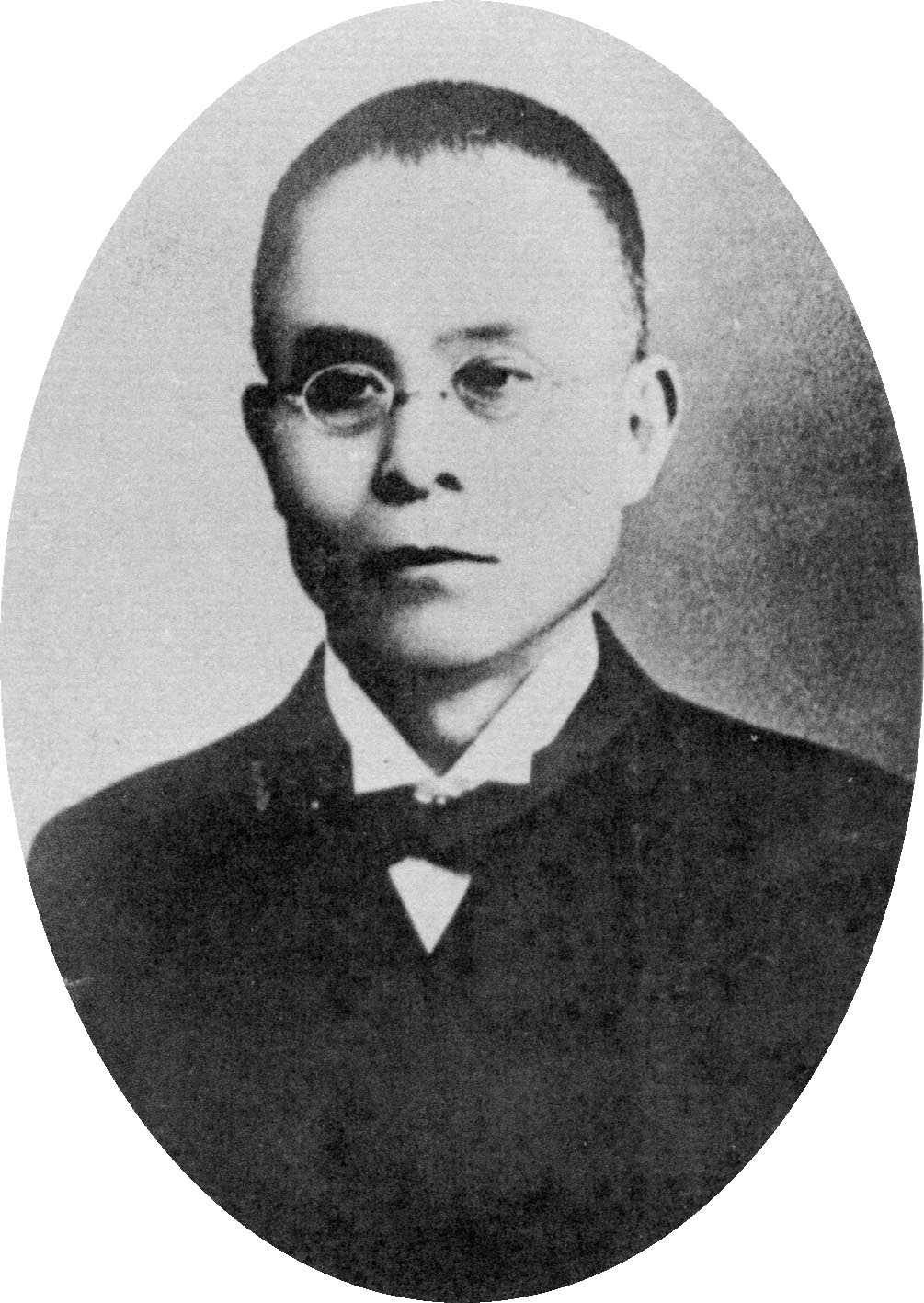
正木直太郎

正木 直太郎（まさき なおたろう、安政3年11月9日（1856年12月6日） - 昭和9年（1934年）4月20日）は日本の教育者。

## 生涯
信濃国上田藩士、正木六郎左衛門の長男として上田城下（長野県上田市）に生まれる。1864年藩校明倫堂に学ぶ。1874年上京して同人社で英学を学び、1882年東京師範学校中等科を卒業。1884年旧制郡立小県中学校（長野県上田高等学校）校長に就任、1886年長野師範学校教諭となり、1893年同校長に就任し、信濃教育会長も務める。1899年埼玉師範学校長、1901年香川師範学校長を歴任するが、教科書裁判に連座し休職となった（のちに無罪）。
1904年弘文学院教授、のち清国安慶高等師範学堂に招かれ、1913年帰国。小諸町立小諸実科高等女学校（長野県小諸高等学校）の創設に務め校長となる。
次男の俊二は作家、医師。